# Hermann Askan Demme

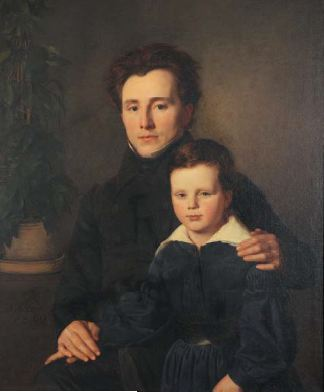
Johann Friedrich Dietler, Bildnis Hermann Askan Demme mit Sohn Carl Hermann, 1840.

Hermann Askan Demme (* 28. August 1802 in Altenburg; † 18. Januar 1867 in Bern) war ein deutsch-schweizerischer Arzt.
Demme war der Sohn des Hermann Gottfried, Generalsuperintendenten von Sachsen-Altenburg. Er studierte zunächst Philosophie und Theologie in Jena und Berlin. 1822 trat er der Jenaischen Burschenschaft bei. 1822 war er Sprecher des Burschentages im Odenwald. In den Jahren 1824 bis 1828 sass das ehemalige Mitglied des Jünglingsbundes in Festungshaft. 1830 wurde er in Würzburg zum Dr. med. promoviert und war Assistent von Johann Lukas Schönlein. 1831 war er Militärarzt in Warschau, 1832 reiste er in die Vereinigten Staaten. Demme heiratete 1833 Marie Lucie Elisabeth Auguste Diruf (1808–1882) aus Heidelberg. Die beiden hatten vier Söhne. Im selben Jahr wurde er Professor für Anatomie an der Universität Zürich und 1834 an der Universität Bern. Er war ab 1835 Mitglied des Sanitätsrates. 1837 wurde er Burger von Unterseen. Am 23. Januar 1847 führte er als Erster im deutschen Sprachraum einen chirurgischen Eingriff in erfolgreicher Äthernarkose aus. 1856 wurde er Burger von Bern (Gesellschaft zu Mittellöwen).

## Werke
- Allgemeine Chirurgie der Schusswunden. Nach eigenen Erfahrungen in den norditalienischen Lazarethen von 1859 und mit Benutzung der bisherigen Leistungen, Bd. 1 von Militärchirurgische Studien, Würzburg 1863. Sicher von Carl Hermann (Sohn von Hermann Askan), welcher in Solferino tätig war. online
- Beiträge zur pathologischen Anatomie des Tetanus und einiger anderen Krankheiten des Nervensystems, Leipzig und Heidelberg 1859. online
- Über die Veränderungen der Gewebe durch Brand. Ein Beitrag zur Pathologischen Histologie, Frankfurt a. M. 1857. online